# Aleardo Aleardi

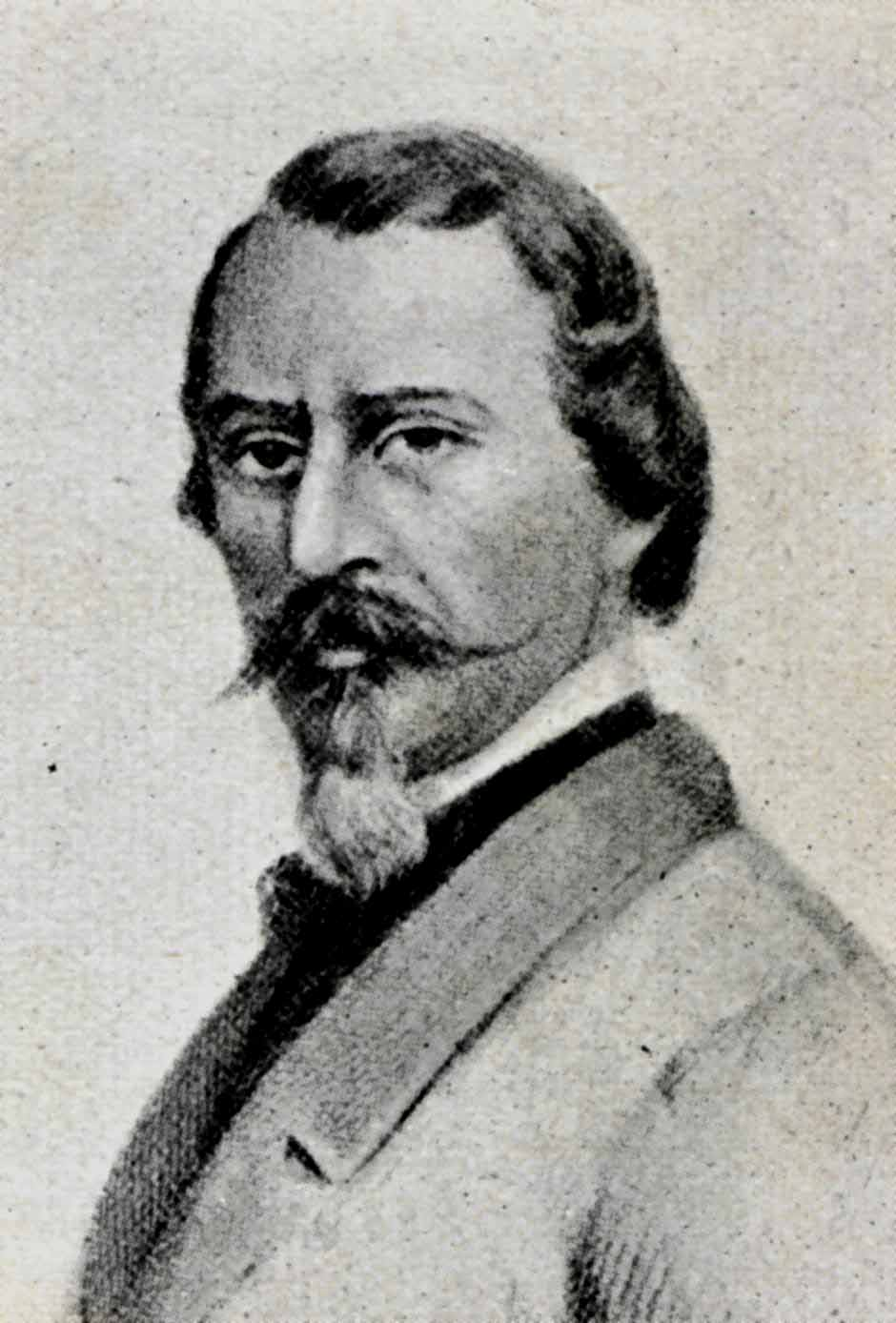
Aleardo Aleardi

Aleardo Aleardi, född 14 november 1812, död 17 juli 1878, var en italiensk diktare.

## Biografi
Aleardi, som var utbildad jurist, deltog ivrigt i de nationella enhetssträvandena i Italien under 1800-talets mitt. Han satt i österrikiskt fängelse 1852-1859, men utnämndes till professor i konsthistoria 1864. Han var också politiskt engagerad med uppdrag både som deputerad och senator i parlamentet.
Aleardi var på sin tid en högt uppburen frihets- och kärleksskald i sitt eget land. 